# Luis Ángel Sánchez
Luis Ángel Sánchez (* 15. Dezember 1993) ist ein guatemaltekischer Geher.

## Sportliche Laufbahn
Luis Ángel Sánchez sammelte 2012 erste internationale Erfahrung in Wettkämpfen im Gehen. Ende Mai trat er in El Salvador bei den U20-Meisterschaften Zentralamerikas an und konnte im Wettkampf über 10 km die Goldmedaille gewinnen. Nur einen Monat später nahm er am gleichen Ort an den U20-Meisterschaften Zentralamerikas und der Karibik teil. Diesmal konnte er die Bronzemedaille gewinnen. Im Juli war er anschließend für die U20-Weltmeisterschaften in Barcelona qualifiziert. Dort belegte er im Ziel den 31. Platz. Ab 2015 trat er in erster Linie in Wettkämpfen über 50 km an. Mit einer Zeit von 4:01:48 h qualifizierte er sich im Mai des Jahres für die Weltmeisterschaften in Peking. Dort ging er Ende August an den Start, kam allerdings nicht an seine Bestzeit heran und landete am Ende auf dem 36. Platz. 2017 trat Sánchez in Nicaragua bei den Zentralamerikaspielen auf der sonst eher unüblichen 35-km-Distanz an. Mit einer Zeit von 3:05:44 h konnte er die Bronzemedaille gewinnen. 2019 und 2020 gewann er jeweils Bronze bei den nationalen Meisterschaften. 2021 steigerte er sich im März auf eine Zeit von 3:48:56 h und qualifizierte sich damit für die Olympischen Sommerspiele in Tokio. Bei der olympischen Austragung, die in Sapporo stattfand, kam er nicht ins Ziel.

## Wichtige Wettbewerbe
| Jahr                  | Veranstaltung                                  | Ort                   | Platz                 | Disziplin             | Zeit                  |
| Startet für Guatemala | Startet für Guatemala                          | Startet für Guatemala | Startet für Guatemala | Startet für Guatemala | Startet für Guatemala |
| --------------------- | ---------------------------------------------- | --------------------- | --------------------- | --------------------- | --------------------- |
| 2012                  | U20-Zentralamerikameisterschaften              | San Salvador          | 1.                    | 10.000 m Bahngehen    | 45:12,04 min          |
| 2012                  | U20-Zentralamerika- und Karibikmeisterschaften | San Salvador          | 3.                    | 10.000 m Bahngehen    | 44:25,61 min          |
| 2012                  | U20-Weltmeisterschaften                        | Barcelona             | 31.                   | 10.000 m Bahngehen    | 45:36,65 min          |
| 2015                  | Weltmeisterschaften                            | Peking                | 36.                   | 50 km Gehen           | 4:09:26 h             |
| 2017                  | Zentralamerikaspiele                           | Managua               | 3.                    | 35 km Gehen           | 3:95:44               |
| 2021                  | Olympische Sommerspiele                        | Tokio                 |                       | 50 km Gehen           | DNF                   |

## Persönliche Bestleistungen
- 10.000 m Bahngehen: 43:25,61 min, 30. Juni 2012, San Salvador
- 20 km Gehen: 1:27:29 h, 29. Juni 2013, Dublin
- 50 km Gehen: 3:48:56 h, 20. März 2021, Dudince